# ジョージ・コーワン
ジョージ・コーワン (George Cowan, 1920年2月15日 - 2012年4月20日) はアメリカ合衆国の物理化学者。

## 人物
マサチューセッツ州ウースター出身。カーネギーメロン大学を卒業し、第二次世界大戦中はマンハッタン計画に従事していた。サンタフェ研究所創立の原動力となった。1965年アーネスト・ローレンス賞、1990年エンリコ・フェルミ賞を受賞した。
2012年4月20日、カリフォルニア州ロス・アンジェルスにて死去。92歳没。

## 脚註
1. ↑  George Cowan, nuclear scientist on Manhattan Project, dies at 92 ワシントン・ポスト 2012年4月22日閲覧